# Oncidium mantense
Oncidium mantense är en orkidéart som beskrevs av Dodson och R.Estrada. Oncidium mantense ingår i släktet Oncidium och familjen orkidéer. Inga underarter finns listade i Catalogue of Life.